# Городское транспортное предприятие Хельсинки

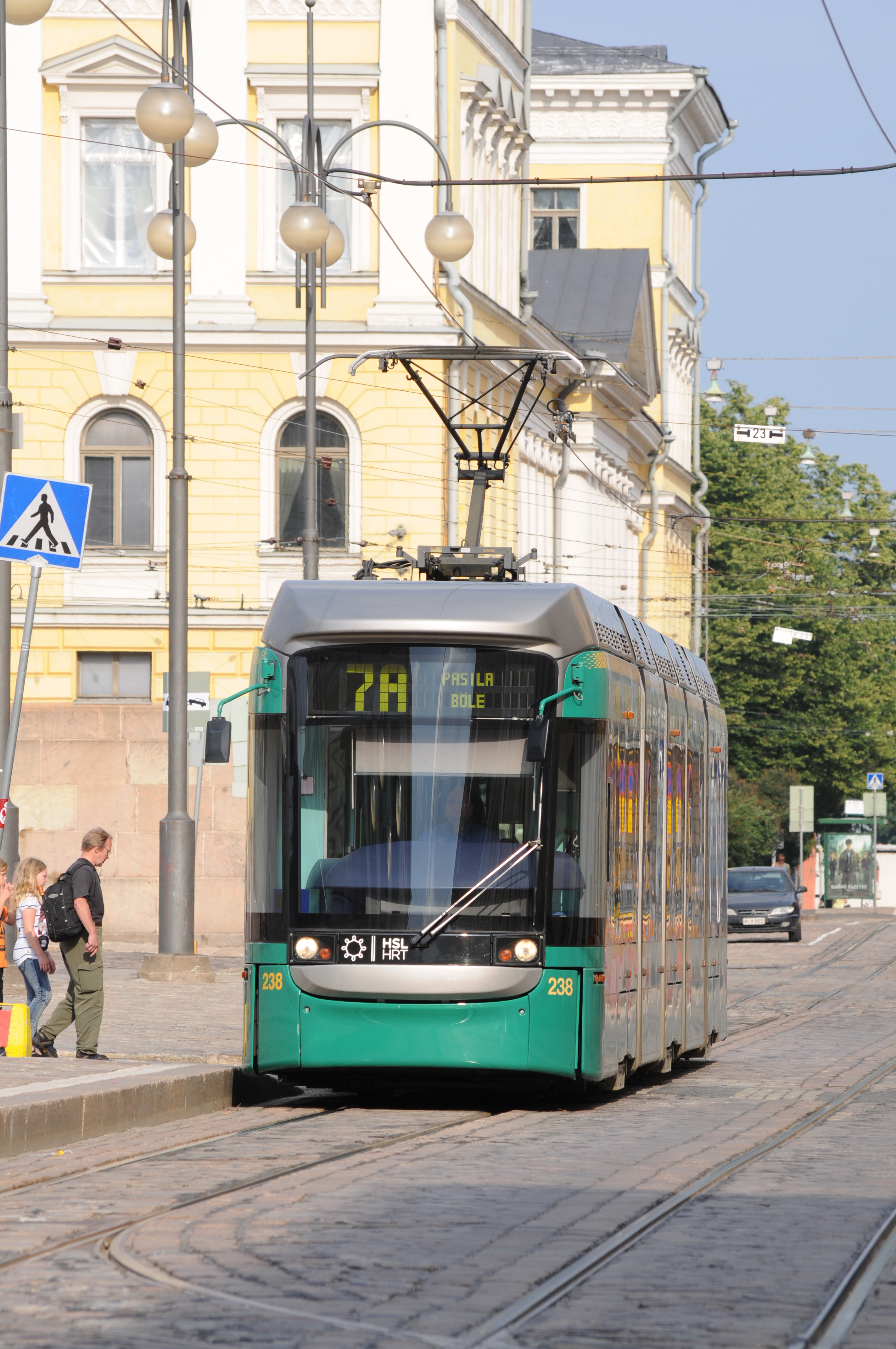

Городское транспортное предприятие Хельсинки (фин. Helsingin kaupungin liikennelaitos, швед. Helsingfors stads trafikverk) — муниципальное предприятие общественного транспорта в Хельсинки. Оно обслуживает метрополитен, трамвайное сообщение и паромы «Кауппатори / Катаянокка—Суоменлинна», а также организует работу частных перевозчиков на автобусном транспорте.